# Đại học Kinh doanh và Hành chính công, Warszawa
Đại học Kinh doanh và Hành chính công tại Warsaw, viết tắt bằng tiếng Ba Lan PWSBiA, là một trường đại học tư nhân ở Ba Lan.

## Nhân viên cao cấp
Tadeusz Kozluk là hiệu trưởng và là người sáng lập trường đại học

## Lĩnh vực học tập
- Pháp luật
- Quản trị
- Quản trị với chuyên ngành Ngoại giao
- Khoa học máy tính
- Kinh tế học

Các chuyên ngành Pháp luật gồm:
- Luật kinh tế
- Luật dân sự
- Pháp luật hình sự
- Luật Cộng đồng Quốc tế
- Luật hiến pháp so sánh

Các chuyên ngành Quản trị là
- Kỹ thuật phát triển bền vững bảo vệ môi trường
- Chính sách tài khóa nhà nước và luật thuế
- Chính quyền địa phương ở Ba Lan và EU
- Chính quyền tiểu bang và địa phương về các vấn đề sức khỏe, an ninh và trật tự công cộng
- Xã hội học về công việc và chính sách xã hội

Các chuyên ngành Ngoại giao là
- Tổ chức và tổ chức quốc tế
- Quyền ngoại giao và lãnh sự, song phương, điều ước quốc tế và đàm phán quốc tế
- Ngoại giao, các tổ chức quốc tế và các tổ chức phi chính phủ
- Các mối đe dọa đương đại đối với hòa bình và an ninh trên toàn thế giới

Các chuyên ngành kinh tế là
- Trung gian và định giá bất động sản tại EU
- Kinh tế của các công ty du lịch, khách sạn và thể thao
- Ngân hàng, tín dụng, rủi ro thanh khoản và vốn
- Thâm nhập thị trường nước ngoài trong một thế giới toàn cầu hóa
- Báo chí kinh doanh
- Xã hội học về công việc và chính sách xã hội

Các chuyên ngành Khoa học Máy tính là
- Tự động hóa máy tính và robot
- Kỹ thuật bảo mật hệ thống máy tính
- Kỹ thuật sản xuất phần mềm
- Kỹ thuật đa phương tiện
- Lập trình và quản lý các ứng dụng dựa trên web

Năm 2006, trường ngoài công lập duy nhất tại Warsaw PWSBiA đã mở một chuyên ngành mới trong lĩnh vực điện toán: Tự động hóa máy tính và Rô bốt. Nhiệm vụ của khóa học này là đào tạo sinh viên tốt nghiệp kết hợp các kỹ năng chuyên môn trong lĩnh vực công nghệ máy tính và chuyên gia trong lĩnh vực tự động hóa hiện đại.

## Khuôn viên
Khuôn viên trường rộng 3 héc-ta tại Warsaw. Các tòa nhà trong khuôn viên trường có tổng diện tích 66,000 m. Trường đại học tọa lạc tại ul. Bobrowiecka 9, Warsaw.